# ONE Pro Cycling
ONE Pro Cycling (Kod UCI: ONE) – brytyjska zawodowa grupa kolarska istniejąca w latach 2015–2018. W 2016 znajdowała się w dywizji UCI Professional Continental Teams. Przez resztę sezonów występowała w dywizji UCI Continental Teams.

## Sezony

### 2018

#### Skład
| Skład drużyny 2018      | Skład drużyny 2018   | Skład drużyny 2018 | Skład drużyny 2018           |
| Imię i nazwisko         | Data urodzenia       | Państwo            | Poprzednia grupa             |
| ----------------------- | -------------------- | ------------------ | ---------------------------- |
| Tom Baylis              | 3 stycznia 1996      | Wielka Brytania    |                              |
| Karol Domagalski        | 9 sierpnia 1989      | Polska             | Team Raleigh GAC (2015)      |
| Jake Kelly              | 17 stycznia 1995     | Wielka Brytania    | Team Wiggins (2017)          |
| Christopher Latham      | 6 lutego 1994        | Wielka Brytania    | Team Wiggins (2017)          |
| Emīls Liepiņš           | 29 października 1992 | Łotwa              | Rietumu Banka-Riga (2017)    |
| Hayden McCormick        | 1 stycznia 1994      | Nowa Zelandia      | Lotto-Soudal U23 (2015)      |
| James Oram              | 7 czerwca 1993       | Nowa Zelandia      | Axeon (2015)                 |
| Alexandar Richardson    | 30 kwietnia 1990     | Wielka Brytania    | Bike Channel-Canyon (2017)   |
| Jacob Scott             | 14 czerwca 1995      | Wielka Brytania    | An Post-ChainReaction (2017) |
| Szymon Tracz            | 12 listopada 1998    | Polska             | Wibatech 7R Fuji (2017)      |
| Peter Williams          | 13 grudnia 1986      | Wielka Brytania    | IG-Sigma Sport (2013)        |
|                         |                      |                    |                              |
| Źródło: ProCyclingStats |                      |                    |                              |

#### Zwycięstwa
| Zwycięstwa       | Zwycięstwa                                        | Zwycięstwa    | Zwycięstwa | Zwycięstwa       | Zwycięstwa |
| Data             | Wyścig                                            | Państwo       | Kategoria  | Zwycięzca        |            |
| ---------------- | ------------------------------------------------- | ------------- | ---------- | ---------------- | ---------- |
| 21 stycznia 2018 | New Zealand Cycle Classic, klasyfikacja generalna | Nowa Zelandia | 2.2        | Hayden McCormick |            |
| 3 mar            | Trofej Poreč                                      | Chorwacja     | 1.2        | Emīls Liepiņš    |            |
| 11 mar           | Istarsko Proljeće, 3. etap                        | Chorwacja     | 2.2        | Emīls Liepiņš    |            |
| 2 cze            | Heistse Pijl                                      | Belgia        | 1.1        | Emīls Liepiņš    |            |
| 26 sierpnia 2018 | Baltic Chain Tour, klasyfikacja generalna         | Estonia       | 2.2        | Emīls Liepiņš    |            |

### 2017

#### Skład
| Skład drużyny 2017                       | Skład drużyny 2017  | Skład drużyny 2017 | Skład drużyny 2017      |
| Imię i nazwisko                          | Data urodzenia      | Państwo            | Poprzednia grupa        |
| ---------------------------------------- | ------------------- | ------------------ | ----------------------- |
| Tom Baylis                               | 3 stycznia 1996     | Wielka Brytania    |                         |
| Karol Domagalski                         | 9 sierpnia 1989     | Polska             | Team Raleigh GAC (2015) |
| George Harper                            | 10 lipca 1992       | Wielka Brytania    | Giordana Racing (2014)  |
| William Harper                           | 27 lutego 1990      | Wielka Brytania    | Pedal Heaven (2016)     |
| Kristian House                           | 6 października 1979 | Wielka Brytania    | JLT Condor (2015)       |
| Joshua Hunt                              | 3 kwietnia 1991     | Wielka Brytania    | NFTO (2014)             |
| Hayden McCormick                         | 1 stycznia 1994     | Nowa Zelandia      | Lotto-Soudal U23 (2015) |
| James Oram                               | 7 czerwca 1993      | Nowa Zelandia      | Axeon (2015)            |
| Dion Smith                               | 3 marca 1993        | Nowa Zelandia      | Hincapie Racing (2015)  |
| Thomas Stewart                           | 9 stycznia 1990     | Wielka Brytania    | Madison Genesis (2016)  |
| Steele Von Hoff                          | 31 grudnia 1987     | Australia          | NFTO (2015)             |
| Peter Williams                           | 13 grudnia 1986     | Wielka Brytania    | IG-Sigma Sport (2013)   |
| Samuel Williams                          | 18 marca 1994       | Wielka Brytania    | NFTO (2014)             |
| Kamil Gradek (8 mar–31 gru)              | 17 września 1990    | Polska             | Verva ActiveJet (2016)  |
|                                          |                     |                    |                         |
| Źródła: ProCyclingStats Cycling Quotient |                     |                    |                         |

#### Zwycięstwa
| Zwycięstwa       | Zwycięstwa                                         | Zwycięstwa      | Zwycięstwa | Zwycięstwa       | Zwycięstwa |
| Data             | Wyścig                                             | Państwo         | Kategoria  | Zwycięzca        |            |
| ---------------- | -------------------------------------------------- | --------------- | ---------- | ---------------- | ---------- |
| 18 cze           | Beaumont Trophy                                    | Wielka Brytania | 1.2        | Peter Williams   |            |
| 22 sie           | Grand Prix des Marbriers                           | Francja         | 1.2        | Karol Domagalski |            |
| 27 sierpnia 2017 | Ronde van Midden-Nederland, klasyfikacja generalna | Holandia        | 2.2        | Kamil Gradek     |            |

### 2016

#### Skład
| Skład drużyny 2016                       | Skład drużyny 2016  | Skład drużyny 2016 | Skład drużyny 2016                 |
| Imię i nazwisko                          | Data urodzenia      | Państwo            | Poprzednia grupa                   |
| ---------------------------------------- | ------------------- | ------------------ | ---------------------------------- |
| Yanto Barker                             | 6 stycznia 1980     | Wielka Brytania    | Team Raleigh-GAC (2014)            |
| Tom Baylis                               | 3 stycznia 1996     | Wielka Brytania    |                                    |
| Marcin Białobłocki                       | 2 września 1983     | Polska             | Giordana Racing (2014)             |
| Karol Domagalski                         | 9 sierpnia 1989     | Polska             | Team Raleigh GAC (2015)            |
| John Ebsen                               | 15 listopada 1988   | Dania              | Androni Giocattoli-Sidermec (2015) |
| Matthew Goss                             | 5 listopada 1986    | Australia          | MTN-Qhubeka (2015)                 |
| Richard Handley                          | 1 września 1990     | Wielka Brytania    | JLT Condor (2015)                  |
| George Harper                            | 10 lipca 1992       | Wielka Brytania    | Giordana Racing (2014)             |
| Kristian House                           | 6 października 1979 | Wielka Brytania    | JLT Condor (2015)                  |
| Joshua Hunt                              | 3 kwietnia 1991     | Wielka Brytania    | NFTO (2014)                        |
| Sebastian Lander                         | 11 marca 1991       | Dania              | Trefor-Blue Water (2015)           |
| Hayden McCormick                         | 1 stycznia 1994     | Nowa Zelandia      | Lotto-Soudal U23 (2015)            |
| Martin Mortensen                         | 5 listopada 1984    | Dania              | Cult Energy (2015)                 |
| Glenn O’Shea                             | 1 czerwca 1989      | Australia          | Budget Forklifts (2015)            |
| Chris Opie                               | 22 lipca 1987       | Wielka Brytania    | Rapha Condor JLT (2014)            |
| James Oram                               | 7 czerwca 1993      | Nowa Zelandia      | Axeon (2015)                       |
| Dion Smith                               | 3 marca 1993        | Nowa Zelandia      | Hincapie Racing (2015)             |
| Steele Von Hoff                          | 31 grudnia 1987     | Australia          | NFTO (2015)                        |
| Peter Williams                           | 13 grudnia 1986     | Wielka Brytania    | IG-Sigma Sport (2013)              |
| Samuel Williams                          | 18 marca 1994       | Wielka Brytania    | NFTO (2014)                        |
|                                          |                     |                    |                                    |
| Źródła: ProCyclingStats Cycling Archives |                     |                    |                                    |

#### Zwycięstwa
| Zwycięstwa | Zwycięstwa                                                    | Zwycięstwa    | Zwycięstwa | Zwycięstwa       | Zwycięstwa |
| Data       | Wyścig                                                        | Państwo       | Kategoria  | Zwycięzca        |            |
| ---------- | ------------------------------------------------------------- | ------------- | ---------- | ---------------- | ---------- |
| 8 sty      | New Zealand National Road Cycling Championships - Men U23 ITT | Nowa Zelandia | CN         | Hayden McCormick |            |
| 22 sty     | New Zealand Cycle Classic, 3. etap                            | Nowa Zelandia | 2.2        | Kristian House   |            |
| 20 lut     | REV Classic                                                   | Nowa Zelandia | 1.2        | Dion Smith       |            |
| 17 kwi     | Tro Bro Leon                                                  | Francja       | 1.1        | Martin Mortensen |            |
| 18 maj     | Tour of Norway, 1. etap                                       | Norwegia      | 2.HC       | Steele Von Hoff  |            |
| 7 lip      | Sibiu Cycling Tour, 1. etap                                   | Rumunia       | 2.1        | Steele Von Hoff  |            |